# Friedrich Heer
Friedrich Heer (10 avril 1916 - 18 septembre 1983) est un historien autrichien né à Vienne.

## Jeunesse
Heer obtient un doctorat à l'Université de Vienne en 1938. Alors qu'il est encore étudiant, il entre en conflit avec des historiens pangermanistes en tant qu'opposant acharné au national-socialisme.
Il est arrêté pour la première fois le 11 mars 1938 par les nazis autrichiens. Il a fondé un petit groupe de résistance catholique et a cherché à fusionner en une seule bande organisée comprenant les chrétiens, les communistes et les syndicalistes contre les nazis. En tant que soldat, il est entré plus tard en contact avec le groupe de résistance Soldatenrat.

## Carrière
De 1946 à 1961, il est rédacteur en chef de l'hebdomadaire Die Furche [Le Sillon], et en 1961, il est nommé chef de l'alphabétisation au Burgtheater de Vienne. Il enseigne à l'Université de Vienne. La plupart de ses livres sont traduits en plusieurs langues.

## Fin de vie
En 1967, il est devenu le premier lauréat de la médaille Martin Buber-Franz Rosenzweig, décernée par un groupe de 44 sociétés allemandes pour la compréhension entre chrétiens et juifs, pour sa réalisation avec le premier amour de Dieu .
Il est décédé à Vienne.

## Décorations et récompenses
- 1949: Prix de la ville de Vienne pour les sciences humaines
- 1968: Remise par le Conseil allemand de coordination des sociétés de coopération judéo-chrétienne de la " Médaille Buber Rosenzweig " (avec le théologien protestant Friedrich-Wilhelm Marquardt ) (Présentation: 17 mars 1968)
- 1972: Grand Prix d'État autrichien (Présentation: 21 décembre 1972)
- 1976: Médaille d'or de la capitale Vienne pour d'importantes réalisations journalistiques et académiques (décision du conseil du 21 mai 1976)
- 1977: Croix d'honneur autrichienne des sciences et des arts, 1re classe (décernée le 4 mai 1977) [2]
- 1981: Donauland Nonfiction Book Award

## Publications
- 1947: Die Stunde des Christen
- 1949: Gespräch der Feinde
- 1949: Aufgang Europas (2 Bände)
- 1950: Der achte Tag (Roman, erschienen unter dem Pseudonym „Hermann Gohde“)
- 1952: Die Tragödie des Heiligen Reiches
- 1953: Europäische Geistesgeschichte
- 1953: Grundlagen der europäischen Demokratie der Neuzeit
- 1960: Die dritte Kraft
- 1961: Mittelalter - von 1100 bis 1350 in Kindlers Kulturgeschichte
- 1964: Europa – Mutter der Revolutionen (The Intellectual History of Europe, Weidenfeld & Nicolson, 1966)
- 1967: Das Heilige Römische Reich (The Holy Roman Empire, abridged translation reprinted by Phoenix Press, 2002:  (ISBN 1-84212-600-8)).
- 1967: Gottes erste Liebe. Die Juden im Spannungsfeld der Geschichte.  (ISBN 3-548-34329-5) (God's First Love, 1970)
- 1968: Der Glaube des Adolf Hitler. Anatomie einer politischen Religiosität  (ISBN 3-548-34598-0)
- 1978: Warum gibt es kein Geistesleben in Deutschland?
- 1981: Der König und die Kaiserin (Gegenüberstellung Friedrich II. und Maria Theresia)
- 1981: Der Kampf um die österreichische Identität